# Zonneschijn (tijdschrift)
Zonneschijn, met als ondertitels achtereenvolgens Tijdschrift voor de jeugd, Weekblad voor jong Nederland, Tijdschrift voor jong Nederland en opnieuw Tijdschrift voor de jeugd, was van 1924 tot 1943 een kindertijdschrift van neutrale signatuur in Nederland.

## Geschiedenis
Zonneschijn werd uitgegeven door W. de Haan te Utrecht. De oprichtster en eerste redacteur was de kinderboekenschrijfster Marie Ovink-Soer (1860-1937). In 1928 werd zij opgevolgd door Dina Alida Cramer-Schaap (1893-1976). Zij bracht het kinderblad op een literair en pedagogisch hoog niveau.
Tot de medewerkers behoorden bekende auteurs als D.L. Daalder, Johan Fabricius, Jan Feith, Ida Heijermans, Nienke van Hichtum, Elize Knuttel-Fabius, A.B. van Tienhoven, Agatha Snellen en Nannie van Wehl en de illustratoren Rie Cramer, Freddie Langeler, Berhardina Midderigh-Bokhorst, Tjeerd Bottema en Anton Pieck.
Er werden veel verhalen in gepubliceerd, zoals reis- en avonturenverhalen. Daarnaast werd veel aandacht besteed aan illustraties en fotografie. De rubriek Het leuke hoekje maakte ruimte voor bijdragen van de kinderen zelf. Tussen 1926 en 1937 verscheen jaarlijks ook een kerstboek.
Het blad begon als maandblad. In 1932-33 werd het wekelijks uitgegeven en daarna tweewekelijks. De laatste jaren verscheen het weer maandelijks. In de jaren twintig en dertig waren veel kinderbladen op de markt die het in de crisisjaren niet konden bolwerken. Een voor een werden zij overgenomen door Zonneschijn, dat daardoor het grootste onder de neutrale kinderbladen werd. Het ging om de volgende tijdschrifttitels:
- in 1927 Voor de Jeugd
- in 1932 Jong Nederland
- in 1934 Kie-ke-Boe (bleef als kleuterrubriek bestaan)
- in 1935 Voor 't jonge volkje en De Kinderkamer.
- in 193? De Kinderwereld

In Zonneschijn verschenen onder andere tekststrips als De avonturen van Wo-Wang en Simmy van Frans Piët en Tom de negerjongen van Henk Kannegieter.
Zonneschijn werd in de Tweede Wereldoorlog opgeheven op last van de Duitse bezetters. De directe aanleiding was een oproep om De hut van Oom Tom van Harriet Beecher Stowe te lezen, een boek dat bij de nationaalsocialisten ongewenst was. Het laatste nummer verscheen in juni 1943. Dina Cramer-Schaap ondernam na de bevrijding diverse pogingen het blad te laten herleven, maar zonder succes.
Het kinderblad Kris Kras, dat verscheen van 1954 tot 1966, had dezelfde uitgangspunten en beschouwde zich als erfgenaam van Zonneschijn.